# Amicale Citroën Internationale
Die Amicale Citroën Internationale (ACI) ist der weltweite Dachverband aller nicht-kommerziellen Clubs der Marken Citroën und DS Automobiles. Weltweit sind 47 Länder mit ihren jeweiligen nationalen Clubs und Club-Netzwerken in der ACI vereint, die zusammen mehr als 1000 Clubs und mehr als 71.000 Mitglieder vertreten.
Pro angeschlossenem Land bzw. Region werden die Interessen der Clubs durch 2 Delegierte als Ansprechpartner und Schnittstelle zur ACI hin repräsentiert. Die deutsche Vertretung ist in der Amicale Citroen & DS Deutschland organisiert.
Gegründet wurde die ACI bereits in den 1970er Jahren, als die ersten Citroën-Welttreffen von Enthusiasten initiiert wurden. Im Jahr 2004 wurde die Organisation auf Wunsch von Citroën als Organisation nach französischem Vereinsrecht (Gesetz vom 1. Juli 1901) formal gegründet. Seit diesem Zeitpunkt ist sie die einzige offizielle Repräsentanz der Clubs zum Hersteller und Dritten. Jährlich wird eine Jahreshauptversammlung durchgeführt, in der u. a. der Vorstand der ACI für die nächste Periode aus den Reihen der ACI Delegierten gewählt wird.